# Georg Plehn
Georg Plehn (* 25. Februar 1822 in Kopitkowo, Landkreis Preußisch Stargard (Westpreußen); † 13. November 1891 ebenda) war ein deutscher Rittergutsbesitzer und Parlamentarier.

## Leben
Georg Plehn  wurde als Sohn des Rittergutsbesitzers Julius Reinhold Plehn geboren. Nach dem Besuch des Gymnasiums in Marienwerder studierte er an der Rheinischen Friedrich-Wilhelms-Universität Bonn und Friedrich-Wilhelms-Universität Berlin Landwirtschaft.
1841 wurde er Mitglied des Corps Borussia Bonn. Nach dem Studium war er Rittergutsbesitzers in Kopitkowo. Er war Abgeordneter zum Provinziallandtag der Provinz Westpreußen. Zusammen mit seiner Frau Betty Ottermann (1828–1905) hatte er acht Kinder, die das Erwachsenenalter erreichten.